# Ptilogyna (Plusiomyia) lineata
Ptilogyna (Plusiomyia) lineata is een tweevleugelige uit de familie langpootmuggen (Tipulidae). De soort komt voor in het Australaziatisch gebied.